# Emil Săculeț
Emil Shay Săculeț (în ebraică:אמיל ש"י סֶקוּלֶץ, n.1915, Izvoarele Sucevei - 1976, Rishon Letzion, Israel) a fost un folclorist și etnomuzicolog român și israelian, originar dintr-o familie de evrei moldoveni, a mai fost pianist, dirijor, compozitor și aranjor.
În România și apoi în Israel, Săculeț s-a distins prin cercetările sale în domeniul muzicii populare evreiești din România.

## Biografie
Emil Săculeț s-a născut în 1915 la Izvoarele Sucevei, pe atunci în Ducatul Bucovinei, ținut al Coroanei Austriei (Cisleithania), în Imperiul Austro-Ungar, azi în Bucovina de sud, în România. A învățat la școli din Botoșani. A lucrat ca muzician, compozitor și profesor la școli evreiești din Botoșani. În 1935 s-a stabilit la București.  
S-a interesat de folclorul muzical în limba idiș, inclusiv al evreilor din Transnistria. 
În 1949 a fost cooptat în Uniunea Compozitorilor din România.
În anii 1950 fiind apreciat de Harry Brauner, a fost cooptat la Institutul de folclor din București, într-un post legat de cercetarea muzicii evreiești, care, însă a fost desființat după doi ani. 
În anul 1955 Săculeț a fost premiat la un concurs internațional de compoziție ținut la Varșovia cu ocazia Festivalului Mondial al Tineretului.
El a publicat în România și apoi în Israel o culegere de cântece populare în limba idiș. 
Serviciul de cenzură pentru presa și tipărituri din România, aflată pe atunci sub regim comunist, a dispus oprirea difuzării în librării a cărții sale apărute în Editura Muzicală a Uniunii Compozitorilor, sub pretextul că ar fi „cântece religioase și naționaliste”, și că redactarea culegerii nu ar fi fost „științifică”.  
.
Săculeț a conferențiat în diverse ocazii despre folclorul evreiesc din România, între altele, la Teatrul Evreiesc de Stat din București.  
În anul 1961 i s-a dat posibilitatea sa înregistreze la editura de stat de discuri Electrecord un disc cu câteva cântece populare evreiești în limba idiș, cu soliștii Radu Lucian, Sorina Dan și Cecilia Stein, acompaniați de o orchestră populară sub conducerea sa. 
Săculeț a murit în anul 1976 la vârsta de 61 ani, în orașul Rishon Letzion din Israel.

## Cărți
- 1959 Cântece populare evreiești

în românește și idiș -în Editura muzicală יידישע פאלקסלידער  מוזיק פרלאג, בוקרשט
- 1970 - Shirey am yehudiyim meRomania שירי עם יהודיים מרומניה- יידישע פאלקסלידער פון רומעניע, התאחדות עולי רומניה

(Editura Organizației olimilor originari din Romania HOR)

## Cântece și prelucrări
- 1974 - „Reey Neurim” (Prieteni din tinerețe) 20 de cântece pentru soliști și cor pe texte de Itzhak Meir

## Discuri
- 1961 Cântece populare evreiești, Casa Electrecord, București [4]